# Castle Island (Massachusetts)
Pour les articles homonymes, voir Castle Island.

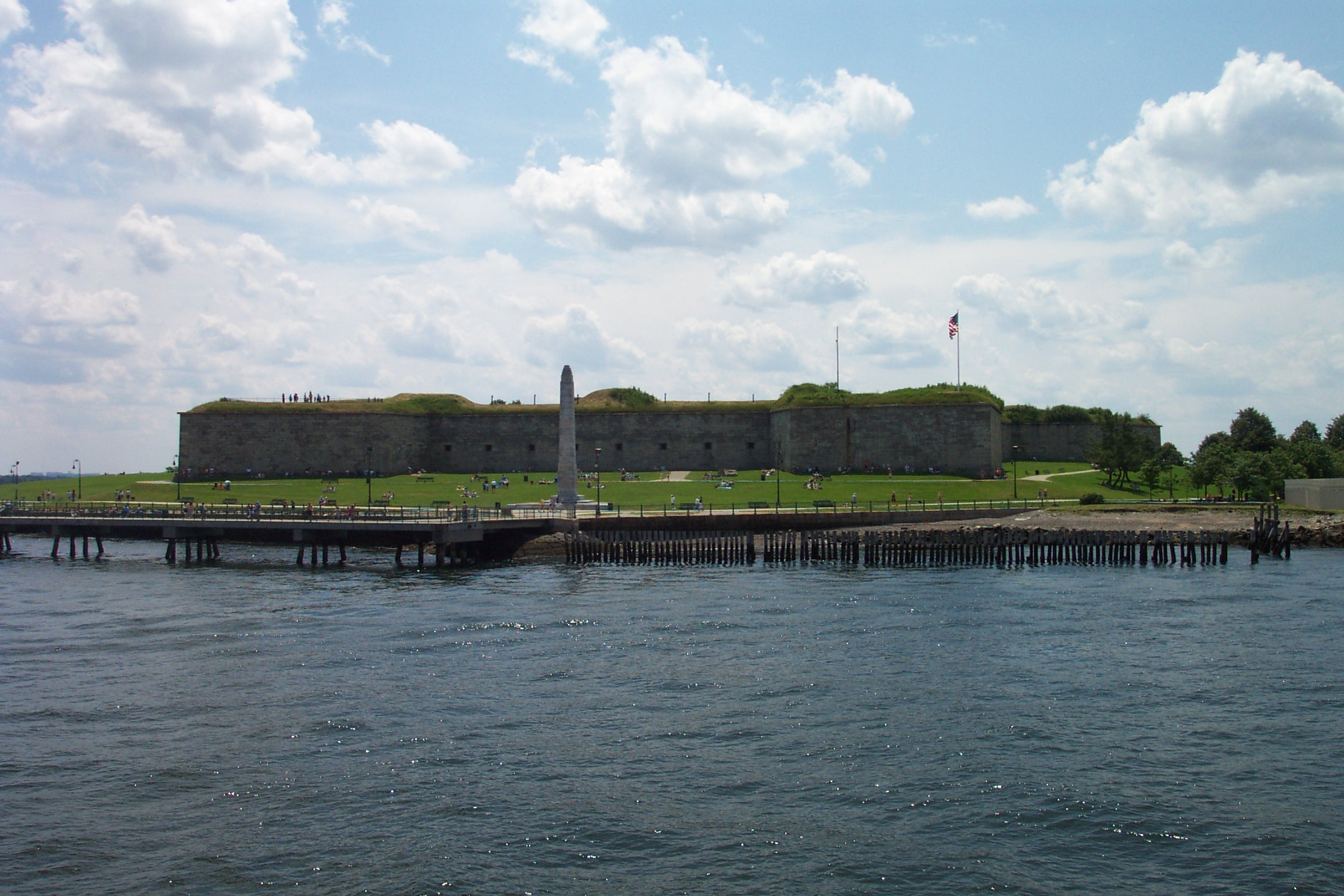
Castle Island.

Castle Island est une ancienne île fortifiée du sud de Boston Harbor, dans le Massachusetts, aux États-Unis. Elle est depuis 1928 reliée à l'agglomération de Boston via le quartier de South Boston et est donc plus une péninsule.
Le site est fortifié depuis 1634 et est l'emplacement du Castle William (Fort Independence).
La zone est désormais une aire protégée.